# Бенджамін Кололлі
Бенджамін Кололлі (алб. Benjamin Kololli, нар. 15 травня 1993, Егль) — косоварсько-швейцарський футболіст, захисник «Лозанни» та національної збірної Косова.

## Клубна кар'єра
Бенджамін Кололлі народився 15 травня 1993 року в швейцарському містечку Егль. Саме в цій країні й почав займатися футболом. В 2013 році підписав перший професійний контракт з клубом найвищого дивізіону чемпіонату Швейцарії, клубом ФК «Сьйон», у складі якого до 2015 року відіграв 32 матчі та забив 2 голи. З 2014 по 2015 роки виступав у клубах другого дивізіону чемпіонату Швейцарії,  «Ле-Мон» та «Біль-Б'єнн». Саме в останньому його помітили скаути «Янг Бойз», тож другу половину сезону 2015/16 років Бенджамін на правах оренди провів у складі цього клубу. Але за весь час у складі команди з Берну він провів лише 1 матч в чемпіонаті. Отже, сезон 2016/17 років він розпочав у складі іншого клубу зі швейцарської Суперліги, ФК «Лозанни», який в сезоні 2015/16 років став переможцем Швейцарської Челендж Ліги.

## Кар'єра в збірній
Оскільки Бенджамін народився в Швейцарії, але мав косоварське коріння, то він отримав право вибору за яку збірну виступати: за збірну країни-народження або збірну країни-походження. Бенджамін обрав збірну країни-походження. Його було викликано до табору національної збірної Косова на матч кваліфікації до чемпіонату світу проти збірної Фінляндії у вересні 2016 року.